# Charles Henry Turner (zoolog)
Charles Henry Turner, ameriški zoolog in učitelj, * 3. februar 1867, Cincinnati, Ohio, Združene države Amerike, † 14. februar 1923, Chicago, Illinois.
Objavil je nekaj pomembnih odkritij na področju vedenja žuželk, med njimi sposobnost učenja in prepoznavanja barvnih vzorcev pri čebelah ter prvi prepričljiv dokaz za sluh pri žuželkah, še bolj pa je znan kot eden prvih afroameriških naravoslovcev z akademsko kariero v času tik po emancipaciji črncev v Združenih državah Amerike. Večino časa je sicer deloval kot srednješolski učitelj, a je kljub skromnem položaju vse življenje raziskoval in plodovito objavljal.

## Življenjepis
Rodil se je dve leti po koncu ameriške državljanske vojne v družini osvobojenih sužnjev. Njegov oče je bil oskrbnik v cerkvi, mati pa bolničarka, v Cincinnati sta se preselila, ker je imel sloves črncem prijaznega okolja. Mladi Charles Henry je že zgodaj pokazal zanimanje za naravo in se izkazal kot odličen učenec, zato je po srednji šoli leta 1886 vpisal študij biologije na lokalni univerzi. Leta 1887 se je poročil z Leontine Troy, s katero je imel tri otroke. Diplomiral je leta 1891 pod mentorstvom fiziologa Clarencea L. Herricka, tega leta je izšel njegov prvi znanstveni članek, študija morfologije ptičjih možgan, ki jo je pripravil kot diplomsko delo. Prav tako pod Herrickovim mentorstvom je vpisal podiplomski študij na isti univerzi in magistriral leto kasneje. Tega leta je bilo objavljenih več njegovih člankov, med njimi povzetek njegovega diplomskega dela v reviji Science, s čemer je postal verjetno prvi Afroameričan s člankom v tej prestižni znanstveni reviji.
Po končanem magisteriju je kratek čas deloval kot pomočnik inštruktorja v biološkem laboratoriju na matični univerzi in brez uspeha poskušal priti na ugledno raziskovalno univerzo. Naposled je dobil položaj profesorja na Kolidžu Clark (zdaj Univerza Clark) v Atlanti, kjer je postal tudi predsednik oddelka za naravoslovje. Vzporedno je opravljal doktorski študij na daljavo na Univerzi Denison v Ohiu, vendar je bil program predčasno ukinjen. Leta 1895 mu je umrla žena. Leta 1905 je odstopil in naslednje leto postal ravnatelj srednje šole College Hill v mestecu Cleveland (Tennessee), po študijskem letu 1906/07 pa je pridobil doktorat iz zoologije na Univerzi v Chicagu kot verjetno prvi Afroameričan na tej univerzi.
Kljub nestalni zaposlitvi in družinski tragediji je ves čas raziskoval in objavljal. Leta 1907 ali 1908 se je poročil vnovič in leta 1908 sprejel službo učitelja na srednji šoli Sumner v St. Louisu, kjer je ostal do konca svoje kariere. Ni povsem jasno, ali se je za to odločil iz osebnih razlogov ali ker zaradi diskriminacije ne bi dobil boljšega položaja. Leta 1922 se je zaradi bolezni upokojil in se preselil k sinu v Chicago, kjer je v začetku naslednjega leta umrl za akutnim miokarditisom.

## Raziskovalno delo
Kljub skromnim razmeram – imel je nizko plačo, ni imel dostopa do laboratorija, knjižnice in pomoči diplomskih študentov – je bil znan kot inovativen eksperimentator. Posebej se je posvečal kontroli poskusov, kar takrat ni bila navada, in se med prvimi ukvarjal s spremenljivkami, kot sta vpliv premorov med poskusi in razlike med osebki. Objavil je prvo znano študijo učenja žuželk po Pavlovih načelih, s čemer je naredil odmik od prevladujočega prepričanja v 19. stoletju, po katerem se žuželke le mehanično odzivajo na dražljaje. Metodično  je raziskoval prepoznavanje barvnih vzorcev pri čebelah in dokazal, da mravlje slišijo.
Poleg etoloških del je objavil nekaj obširnih anatomskih študij živalskih možgan in več recenzij knjig, objavil pa je tudi nekaj mnenj o položaju črncev v ZDA. Na tem področju je vneto zagovarjal vlogo izobrazbe.